# 鱗背長頸龜
鱗背長頸龜（學名：Chelodina reimanni）为蛇頸龜科小長頸龜屬下的一个种，發現於印度尼西亞和巴布亞新幾內亞。

## 外部連結
- Asian Turtle Trade Working Group 2000.  Chelodina reimanni.   2006 IUCN Red List of Threatened Species. （页面存档备份，存于）  Downloaded on 29 July 2007.